# Submarino K-278 Komsomolets
El submarino soviético K-278 Komsomolets (nave nuclear de ataque Proyecto 685 Плавник (Plavnik, aleta en ruso) fue un proyecto de la Armada Soviética, único hasta entonces en tener el casco interior de titanio, y alcanzar el récord de inmersión de 1300 metros.
Denominado proyecto 685, tenía como misión principal perfeccionar el lanzamiento de torpedos y misiles de crucero convencionales o nucleares desde un submarino.

## Accidente y hundimiento

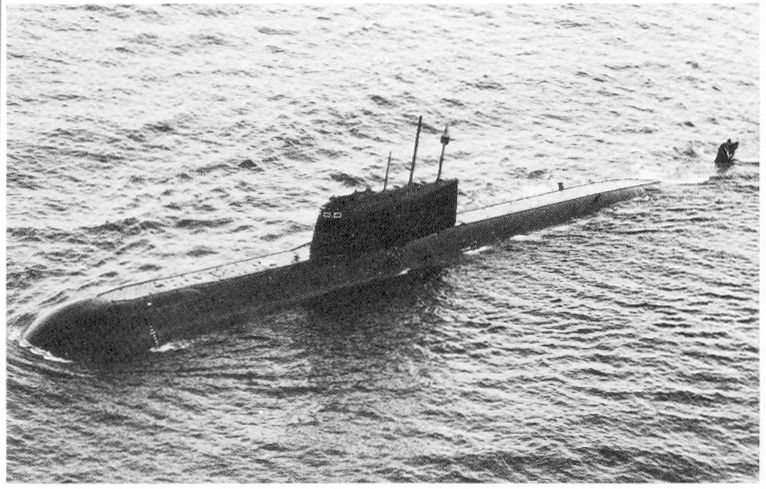
El K-278 fotografiado en fecha desconocida.

El 7 de abril de 1989, mientras estaba bajo el mando del capitán de primer rango Evgeny Vanin y navegaba sumergido a una profundidad de 335 metros (1099 pies) a unos 180 kilómetros (100 millas náuticas) al suroeste de Bjørnøya (Noruega), se desató un incendio en un compartimiento de ingeniería debido a un cortocircuito, y aunque las puertas estancas estaban cerradas, el fuego resultante se propagó a través de las penetraciones de los cables del mamparo. El reactor se apagó de emergencia y se perdió la propulsión.Los problemas eléctricos se extendieron cuando los cables se quemaron y el control del barco se vio amenazado. Se realizó una apertura de tanque de lastre de emergencia y el submarino salió a la superficie once minutos después de que comenzara el incendio. Se hicieron llamadas de socorro y la mayoría de la tripulación abandonó el barco.
El fuego continuaba ardiendo, alimentado por el sistema de aire comprimido. A las 15:15, varias horas después de salir a la superficie, el barco se hundió en 1.680 metros (5.510 pies) de agua, a unos 250 kilómetros (135 millas náuticas) al SSO de Bear Island. El oficial al mando y otros cuatro marineros que todavía estaban a bordo entraron en la cápsula de escape y fueron expulsados. Solo uno de los cinco que llegaron a la superficie pudo salir de la cápsula y sobrevivir antes de que se hundiera en el mar embravecido. El capitán Vanin estaba entre los muertos.
Los aviones de rescate llegaron rápidamente y arrojaron pequeñas balsas, pero los vientos y las condiciones del mar impidieron su uso. Muchos hombres ya habían muerto por hipotermia en el agua a 2 °C (36 °F) del mar de Barents. La fábrica de pescado flotante B-64/10 Aleksey Khlobystov (Алексей Хлобыстов) llegó 81 minutos después del hundimiento del K-278 y llevó a bordo a los supervivientes.
De los 69 tripulantes, 27 sobrevivieron al siniestro y 42 fallecieron: 9 durante el accidente y posterior hundimiento, 30 en el agua por hipotermia o heridas, y tres a bordo del bote de rescate. La tripulación recibió la Orden de la Bandera Roja después del incidente.

## Consecuencias
Además de ocho torpedos estándar, el K-278 llevaba dos torpedos armados con ojivas nucleares. Bajo la presión de Noruega, la Unión Soviética utilizó sumergibles de aguas profundas operados desde el barco de investigación oceanográfica Keldysh para buscar el K-278. En junio de 1989, dos meses después del hundimiento, se localizó el pecio. Los funcionarios soviéticos declararon que cualquier posible fuga era insignificante y no representaba una amenaza para el medio ambiente.
En 1993, el vicealmirante Chernov, comandante del grupo de submarinos del que formaba parte el Komsomolets, fundó la Sociedad Conmemorativa de Submarinos Nucleares de Komsomolets, una organización benéfica para apoyar a las viudas y huérfanos de su antiguo mando. Desde entonces, los estatutos de la Sociedad se han ampliado para brindar asistencia a las familias de todos los submarinistas soviéticos y rusos perdidos en el mar, y el 7 de abril se ha convertido en un día de conmemoración de todos los submarinistas perdidos en el mar.
Una expedición a mediados de 1994 reveló una fuga de plutonio de uno de los dos torpedos con armas nucleares. El 24 de junio de 1995, Keldysh partió nuevamente desde San Petersburgo hacia Komsomolets para sellar las fracturas del casco en el Compartimento 1 y cubrir las ojivas nucleares, y declaró el éxito al final de una expedición posterior en julio de 1996. El alcohol furfurílico, el sellador gelatinoso, se proyectó para hacer que los restos del naufragio fueran seguros contra la radiación durante 20 a 30 años, es decir, hasta 2015 a 2025.
Las autoridades noruegas de la Agencia Ambiental Marina y la Agencia de Radiación toman muestras de agua y suelo de las inmediaciones del naufragio anualmente.
En julio de 2019, una expedición conjunta noruego-rusa encontró "nubes" emitidas por un tubo de ventilación y una rejilla cercana. Tomaron muestras de agua de la tubería y de varios metros por encima, y las analizaron en busca de cesio-137. Esa tubería había sido identificada como fuga en varias misiones Mir hasta 1998 y 2007. Los niveles de actividad en las seis muestras extraídas de la tubería eran de hasta 800 Bq/L (9 de julio). No se pudo detectar actividad en las muestras de agua libre. Debido a la dilución, no hay amenaza para el medio ambiente. El límite noruego de cesio-137 en productos alimenticios es de 600 Bq/kg. La actividad de fondo del cesio-137 en la masa de agua es tan baja como 0,001 Bq/L. Se informó que se estaban realizando mediciones más sensibles de las muestras.